# Virginia Slims of Houston 1994
Virginia Slims of Houston 1994 — жіночий тенісний турнір, що проходив на відкритих кортах з ґрунтовим покриттям Westside Tennis Club у Х'юстоні (США). Належав до турнірів 2-ї категорії в рамках Туру WTA 1994. Відбувсь удвадцятьчетверте і тривав з 21 до 27 березня 1994 року. Це був останній турнір у Х'юстоні, що мав назву Virginia Slims. Сьома сіяна Забіне Гак здобула титул в одиночному розряді й отримала 80 тис. доларів США.

## Фінальна частина

### Одиночний розряд
Забіне Гак —  Марі П'єрс 7–5, 6–4
- Для Гак це був єдиний титул за сезон і 4-й — за кар'єру.

### Парний розряд
Манон Боллеграф /  Мартіна Навратілова —  Катріна Адамс /  Зіна Гаррісон-Джексон 6–4, 6–2
- Для Боллеграф це був 1-й титул за рік і 14-й — за кар'єру. Для Навратілової це був 2-й титул за сезон і 337-й — за кар'єру.